# Deildartunguhver

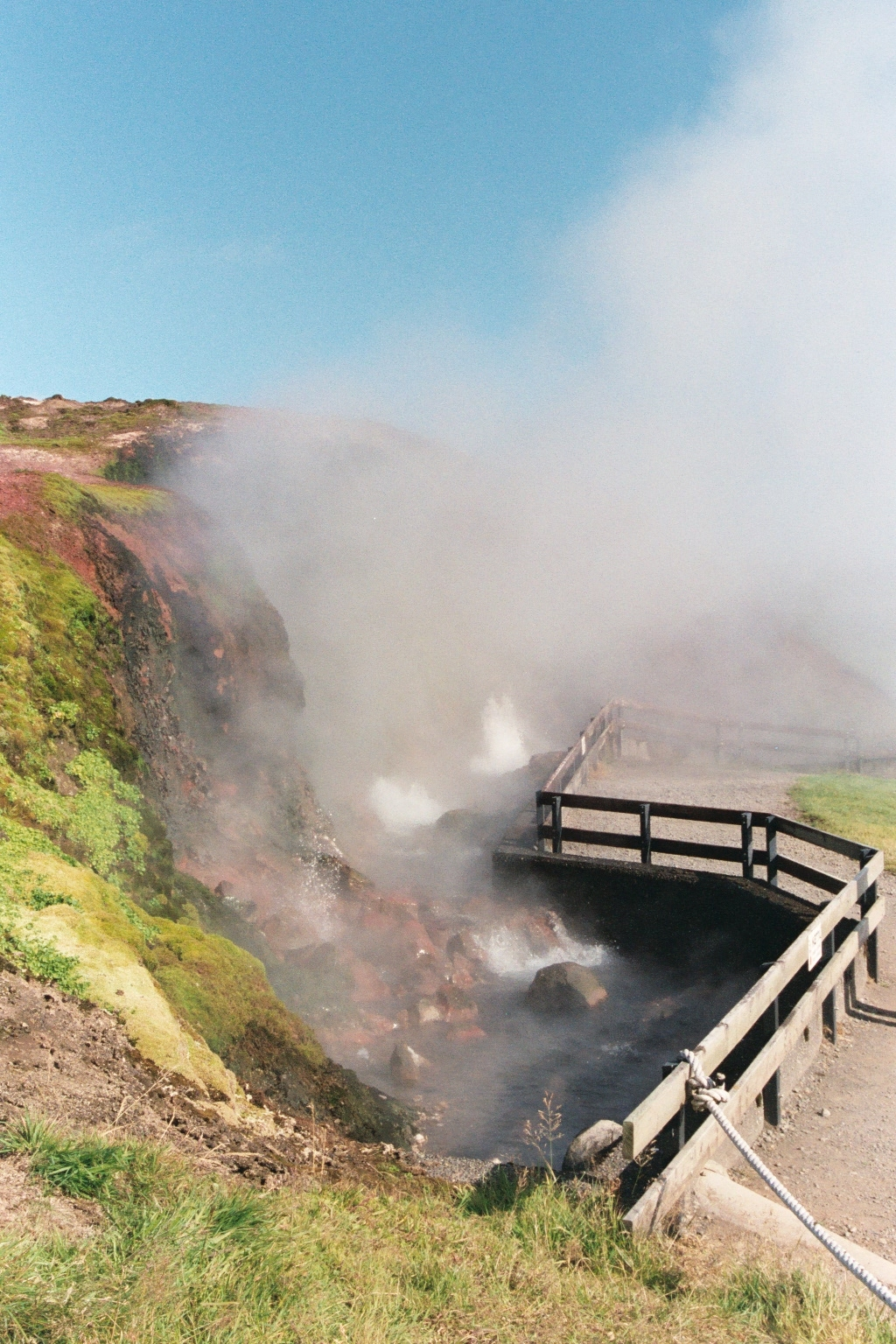
Deildartunguhver

Deildartunguhver – największe źródło termalne na Islandii, położone w okolicy wsi Reykholtsdalur w zachodniej części kraju. W ciągu sekundy wypływa z niego około 180 l wody o temperaturze około 100 °C. Jest to największe gorące źródło w Europie.
Źródło służy mieszkańcom pobliskich miejscowości do pozyskiwania ciepła. Stanowi także atrakcję turystyczną. Woda z tego źródła jest dostarczana do miejskiego basenu w Borgarnes, jak również służy do ogrzewania pobliskiej szklarni.
Niedaleko źródła znajduje się stanowisko podrzenia żebrowca. Jest to jedyne miejsce na Islandii, w którym występuje ta roślina.

## Przypisy

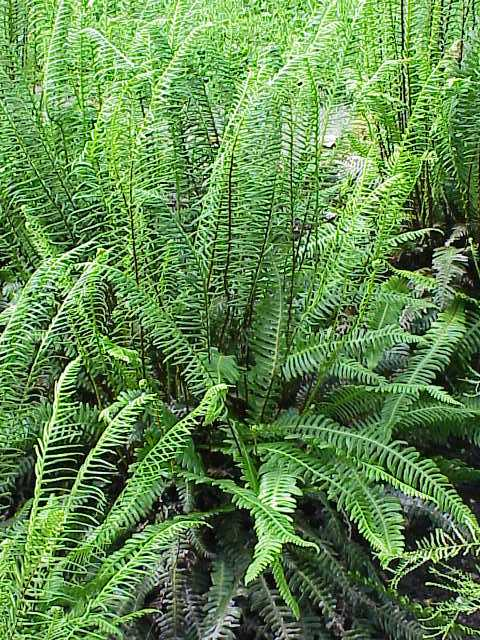
Podrzeń żebrowiec